# Liste der Resolutionen des UN-Sicherheitsrates (2019)
Diese Liste der Resolutionen des UN-Sicherheitsrates nennt die vom Sicherheitsrat der Vereinten Nationen im Jahre 2019 verabschiedeten Resolutionen.
| Nummer | Datum         | Gegenstand | Mission          |
| ------ | ------------- | --- | ---------------- |
| 2452   | 16. Januar    | Die Situation im Nahen Osten | UNMHA            |
| 2453   | 30. Januar    | Die Situation in Zypern | UNFICYP          |
| 2454   | 31. Januar    | Die Situation in der Zentralafrikanischen Republik | MINUSCA          |
| 2455   | 7. Februar    | Berichte des Generalsekretärs über Sudan und Südsudan |                  |
| 2456   | 26. Februar   | Die Situation im Nahen Osten |                  |
| 2457   | 27. Februar   | Zusammenarbeit zwischen den Vereinten Nationen und den regionalen und subregionalen Organisationen bei der Wahrung des Weltfriedens und der internationalen Sicherheit          |                  |
| 2458   | 28. Februar   | Die Situation in Guinea-Bissau | UNIOGBIS         |
| 2459   | 15. März      | Berichte des Generalsekretärs über Sudan und Südsudan | UNAMID           |
| 2460   | 15. März      | Die Situation in Afghanistan | UNAMA            |
| 2461   | 27. März      | Die Situation in Somalia | UNSOM, AMISOM    |
| 2462   | 28. März      | Bedrohungen des Weltfriedens und der internationalen Sicherheit durch terroristische Handlungen: Verhütung und Bekämpfung der Terrorismusfinanzierung                           |                  |
| 2463   | 29. März      | Die Situation in der Demokratischen Republik Kongo | MONUSCO          |
| 2464   | 10. April     | Nichtverbreitung/Demokratische Volksrepublik Korea |                  |
| 2464   | 12. April     | Berichte des Generalsekretärs über Sudan und Südsudan | UNAMID           |
| 2465   | 12. April     | Berichte des Generalsekretärs über Sudan und Südsudan | UNAMID           |
| 2466   | 12. April     | Die Situation in Haiti | MINUJUSTH        |
| 2467   | 23. April     | Frauen und Frieden und Sicherheit: Sexuelle Gewalt in Konflikten |                  |
| 2468   | 12. April     | Die Situation betreffend Westsahara | MINURSO          |
| 2469   | 14. Mai       | Berichte des Generalsekretärs über Sudan und Südsudan | UNAMID           |
| 2470   | 21. Mai       | Die Situation betreffend Irak | UNAMI            |
| 2471   | 30. Mai       | Berichte des Generalsekretärs über Sudan und Südsudan |                  |
| 2472   | 31. Mai       | Die Situation in Somalia | AMISOM           |
| 2473   | 10. Juni      | Die Situation in Libyen |                  |
| 2474   | 11. Juni      | Schutz von Zivilpersonen in bewaffneten Konflikten, Schwerpunkt vermisste Personen                                                                                              |                  |
| 2475   | 20. Juni      | Schutz von Zivilpersonen in bewaffneten Konflikten, Schwerpunkt Personen mit Beeinträchtigungen                                                                                 |                  |
| 2476   | 25. Juni      | Die Situation in Haiti | MINUJUSTH        |
| 2477   | 26. Juni      | Die Situation im Nahen Osten | UNDOF            |
| 2478   | 26. Juni      | Die Situation betreffend die Demokratische Republik Kongo |                  |
| 2479   | 27. Juni      | Berichte des Generalsekretärs über Sudan und Südsudan | UNAMID           |
| 2480   | 28. Juni      | Die Situation im Mail | MINUSMA          |
| 2481   | 15. Juli      | Die Situation im Nahen Osten | UNMHA            |
| 2482   | 19. Juli      | Bedrohungen des Weltfriedens durch Terrorismus und organisierte Kriminalität |                  |
| 2483   | 25. Juli      | Die Situation in Zypern | UNFICYP          |
| 2484   | 29. August    | Die Situation in Mali |                  |
| 2485   | 29. August    | Die Situation in Mali |                  |
| 2486   | 29. August    | Die Situation in Libyen | UNSMIL           |
| 2487   | 12. September | Gleichlautende Schreiben der Ständigen Vertreterin Kolumbiens bei den Vereinten Nationen vom 19. Januar 2016 an den Generalsekretär und die Präsidentschaft des Sicherheitsrats | UNMC             |
| 2488   | 12. September | Die Situation der Zentralafrikanischen Republik | MINUSCA          |
| 2489   | 17. September | Die Situation in Afghanistan | UNAMA            |
| 2490   | 20. September | Bedrohungen des Weltfriedens und der internationalen Sicherheit, Ermittlungen von Straftaten des IS/Daesh im Irak                                                               | UNITAD           |
| 2491   | 3. Oktober    | Wahrung des Weltfriedens und der internationalen Sicherheit |                  |
| 2492   | 15. Oktober   | Die Situation im Sudan und Südsudan | UNISFA           |
| 2493   | 29. Oktober   | Frauen und Frieden und Sicherheit |                  |
| 2494   | 30. Oktober   | Situation in Westsahara | MINURSO          |
| 2495   | 31. Oktober   | Berichte des Generalsekretärs über Sudan und Südsudan | UNAMID           |
| 2496   | 5. November   | Die Situation in Bosnien und Herzegowina | Operation Althea |
| 2497   | 14. November  | Berichte des Generalsekretärs über Sudan und Südsudan | UNISFA           |
| 2498   | 15. November  | Die Situation in Somalia |                  |
| 2499   | 15. November  | Die Situation in der Zentralafrikanischen Republik | MINUSCA          |
| 2500   | 4. Dezember   | Die Situation in Somalia |                  |
| 2501   | 16. Dezember  | Die Situation in Afghanistan | UNAMA            |
| 2502   | 19. Dezember  | Die Situation in der Demokratischen Republik Kongo | MONUSCO          |
| 2503   | 19. Dezember  | Die Situation im Nahen Osten | UNDOF            |